# C/1975 T2 Suzuki-Saigusa-Mori
C/1975 T2 (Suzuki-Saigusa-Mori) è una cometa non periodica: in realtà ha un periodo di 446 anni, ma poiché le convenzioni dell'Unione Astronomica Internazionale stabiliscono che solo le comete con periodi inferiori a 200 anni possono essere definite comete periodiche non rientra in quest'ultima categoria.
La cometa è stata scoperta nella stessa notte da parecchi osservatori, ma in base alle precitate convenzioni solo i primi tre osservatori hanno potuto dare il loro nome alla cometa: Shigenori Suzuki che osservava dalla Prefettura di Aichi, Yoshikazu Saigusa che osservava dalla Prefettura di Yamanashi e Hiroshi Mori che osservava dalla Prefettura di Gifu.
La cometa ha un'orbita che in un punto si avvicina molto alla Terra tanto che è al 31º posto nella lista delle comete che si sono avvicinate di più alla Terra.
L'esistenza di questo punto con una MOID relativamente piccola rende possibile l'esistenza di uno sciame meteorico: gli astronomi Ichiro Hasegawa e Vladimír Guth hanno calcolato che attorno al 30 ottobre potrebbe esistere uno sciame meteorico con un radiante situato nella Costellazione dell'Orsa Maggiore, alle coordinate 10 H 32 M di Ascensione retta e + 47° di Declinazione. Lo sciame meteorico è ancora da confermare.
La cometa è stata scoperta circa un'ora dopo che Hiroshi Mori aveva coscoperto un'altra cometa, la C/1975 T1 Mori-Sato-Fujikawa.